# Nestinarstvo
Nestrinarstvo (bugarski: Нестинарство, grčki: αναστενάρια, anastenária) vatreni ritual koji se izvorno izvodio u nekoliko sela bugarskog i grčkog govornog područja na bugarskoj strani planine Strandža, u blizini crnomorske obale. Ritual uključuje bosonogi ples na izlomljenoj žeravici (жарава, žerava) koji izvode nestinari (нестинари). Obično se izvodi na seoskom trgu ispred cijelog puka na dan sv. Konstantina i Helene (blagdan panagira - 3. i 4. lipnja), ili na dan sveca zaštitnika sela. Sam ritual je jedinstvena mješavina pravoslavnih vjerovanja i prapovijesnih paganskih ritualnih običaja s planine Strandža.
Tradicijski, pravo da sudjeluju u ritualu je nasljedno i nestinara mogu nasljediti samo njegovi potomci nakon njegove smrti ili onemoćalosti. Glavni nestinar je svet jer se u njegovom domu nalazi stolnina (столнина), malena kapela u kojoj se čuvaju ikone svetaca i sveti bubanj za čiju buku se vjeruje kako liječi svog bubnjara.
Ritual Nestinarstva se održava kako bi se osiguralo blagostanje i plodnost sela. Tako u selu Bulgari, u kojemu živi oko stotinjak osoba, ritual započinje jutarnjim posvećivanjem i procesijom s ikonama sv. Konstantina i Helene kroz selo do izvora svete vode izvan sela, uz pratnju bubnja i gajdi. Na izvoru se svakome dijele svijeće i sveta voda za dobro zdravlje. Vrhunac festivala je vatreni ples navečer koji predstavlja najviši oblik štovanja svetaca. Tada prisutni u tišini oblikuju krug oko žeravice, uz pratnju svetog bubnja, te Nestinari, duhovni i fizički vođe kroz koje progovara volja svetaca, započinju ulaziti unutar kruga bosim nogama lomeći ugarke.
Nekada se nestinarstvo odvijalo u tridesetak susjednih bugarskih i grčkih sela, no od Balkanskih ratova ovaj običaj se sačuvao samo u selu Bulgari. No, tijekom panagira na tisuće posjetitelja sudjeluje u ritualu, uključujući i mnoge Grke koji su iz ovih prostora prebjegli u sjevernu Grčku. Zbog toga je nestinarstvo, tj. poruke iz prošlosti - Panagir sv. Konstantina i Helene u selu Bulgari, upisano na popis nematerijalne svjetske baštine 2009. godine.

## Vanjske poveznice
- Video primjeri na You Tube (engl.)
- Website offering detailed information about the custom and its context (bug.) (engl.) (šp.) (rus.)